# Hebesatz (Steuerrecht)
Der Hebesatz ist im Gemeindesteuerrecht die Bezeichnung für einen Faktor, mit dem der Steuermessbetrag multipliziert wird, um die Steuerschuld zu ermitteln. In Deutschland sind Hebesätze vorgesehen bei der Gewerbesteuer (§ 16 GewStG) und der Grundsteuer (§ 25 GrStG des Bundes oder eine vergleichbare Vorschrift in den Grundsteuergesetzen der Bundesländer).
Über die Hebesätze können die Gemeinden in Deutschland die Höhe der ihnen zustehenden Gemeindesteuern beeinflussen. Das Hebesatzrecht ist Teil der verfassungsrechtlich abgesicherten kommunalen Selbstverwaltungsgarantie (Art. 28 Abs. 2 Satz 3 Grundgesetz).
In Österreich können Gemeinden einen Hebesatz bei der Grundsteuer anwenden.

## Deutschland

### Festsetzung
Das Grundgesetz weist den Gemeinden das Recht zu, die Hebesätze der Grund- und Gewerbesteuer im Rahmen der Gesetze selbst festzusetzen (Art. 106 Abs. 6 Satz 2 GG). Seit der Grundsteuerreform 2019 können die Bundesländer mit Wirksamkeit ab 2025 eigene Grundsteuergesetze erlassen und damit auch eigene Regelungen für Hebesätze treffen.
Es gibt vier Arten von Hebesätzen:
- Hebesatz Grundsteuer A (für Betriebe der Land- und Forstwirtschaft)
- Hebesatz Grundsteuer B (für die meisten anderen Grundstücke)
- Hebesatz Grundsteuer C (für baureife Grundstücke, optional, ab 2025)
- Hebesatz der Gewerbesteuer

Innerhalb einer Gemeinde ist der jeweilige Hebesatz in der Regel einheitlich auf alle Unternehmen bzw. die jeweilige Grundbesitzart anzuwenden. Ausnahmen hiervon sind die Grundsteuer C und die Möglichkeit differenzierter Hebesätze für Wohn- und Nichtwohngrundstücke bei der Grundsteuer B (in einzelnen Bundesländern → Grundsteuermodelle der Bundesländer).
Die Gemeindevertretung beschließt die Höhe der Hebesätze, entweder in der kommunalen Haushaltssatzung für das jeweilige Haushaltsjahr (= Kalenderjahr) oder in einer besonderen Hebesatzsatzung. Die Sätze können für ein Jahr oder für mehrere Jahre festgesetzt werden, auch rückwirkende Änderungen sind unter bestimmten Voraussetzungen möglich. Hebesätze werden als Prozentsätze ausgewiesen. Beträgt ein Hebesatz beispielsweise 450 %, so wird der Steuermessbetrag mit (450/100 =) 4,5 multipliziert. Die Steuermessbeträge der einzelnen Betriebe oder Grundstücke ermittelt die Finanzverwaltung, mit bindender Wirkung für die Gemeindeverwaltung.
Bei einem höheren Hebesatz erhält die Gemeinde mehr Steuereinnahmen, setzt sich jedoch der Gefahr aus, dass sie für Gewerbebetriebe (durch die Erhebung der Gewerbesteuer), für Landwirte (Grundsteuer A) oder für Gebäudeeigentümer (Grundsteuer B oder C) weniger attraktiv im Vergleich zu anderen Gemeinden wird.

### Mindesthöhe
Seit 2004 sind die Gemeinden verpflichtet, bei der Gewerbesteuer mindestens einen Hebesatz von 200 % anzuwenden (§ 16 Abs. 4 Satz 2 GewStG). Damit sollen sogenannte Gewerbesteueroasen (siehe Norderfriedrichskoog) verhindert werden. Die Regelung ist durch Art. 105 Abs. 2 GG (Vorrang der Bundesgesetzgebung bei bestimmten Steuern) in Verbindung mit Art. 72 Abs. 2 GG (Vorrang der Bundesgesetzgebung, wenn es die Herstellung gleichwertiger Lebensverhältnisse im Bundesgebiet erfordert) gedeckt. Bei der Grundsteuer gibt es keine Mindesthöhe.

### Statistik
Gewerbesteuer
Im Jahr 2021 lag der durchschnittliche Hebesatz der Gewerbesteuer bundesweit bei 403 % (2010: 390 %). Tendenziell sind die Sätze in größeren Städten höher als in kleineren Gemeinden. Der niedrigste Hebesatz betrug 200 % (das gesetzliche Minimum) und wurde von einer Gemeinde angewendet, Hebesätze über 500 % besaßen 32 Gemeinden. In Dierfeld in Rheinland-Pfalz wurde der Hebesatz auf 900 % festgelegt und gilt deutschlandweit als höchster Wert.
In der DDR lag der Hebesatz der Gewerbesteuer einheitlich bei 400 %.
Grundsteuer
Der durchschnittliche Hebesatz der Grundsteuer A in Deutschland lag 2021 bei 347 % (2010: 301 %); der Durchschnitts-Hebesatz der Grundsteuer B bei 481 % (2010: 410 %). Größere Städte haben in der Regel auch höhere Hebesätze als kleinere Kommunen. Einige wenige Gemeinden erheben keine Grundsteuer. 2020 hatten Bad Wildbad und Bad Herrenalb in Baden-Württemberg mit 1900 % den höchsten Hebesatz für die Grundsteuer A in Deutschland. Die hessische Gemeinde Lorch (Rheingau) hatte im Jahr 2022 den höchsten Hebesatz der Grundsteuer B mit 1050 %. Spitzenwerte für Großstädte fanden sich 2021 in Offenbach, Berlin und Hagen mit einem Hebesatz für die Grundsteuer B von 895 % (Offenbach), 810 % (Berlin) bzw. 750 % (Hagen).

### Karten: Höhe der Hebesätze

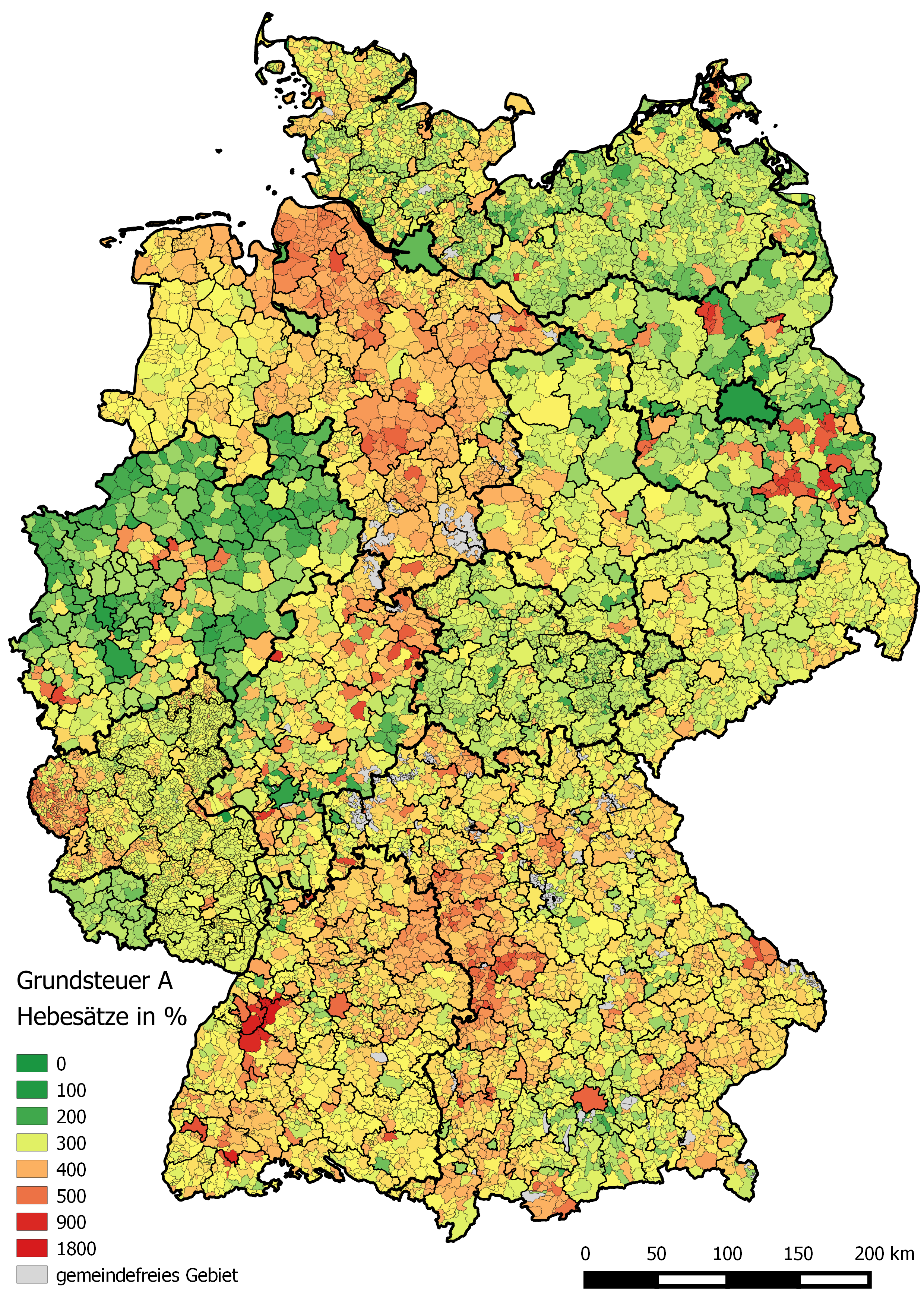
Grundsteuer A (2014)
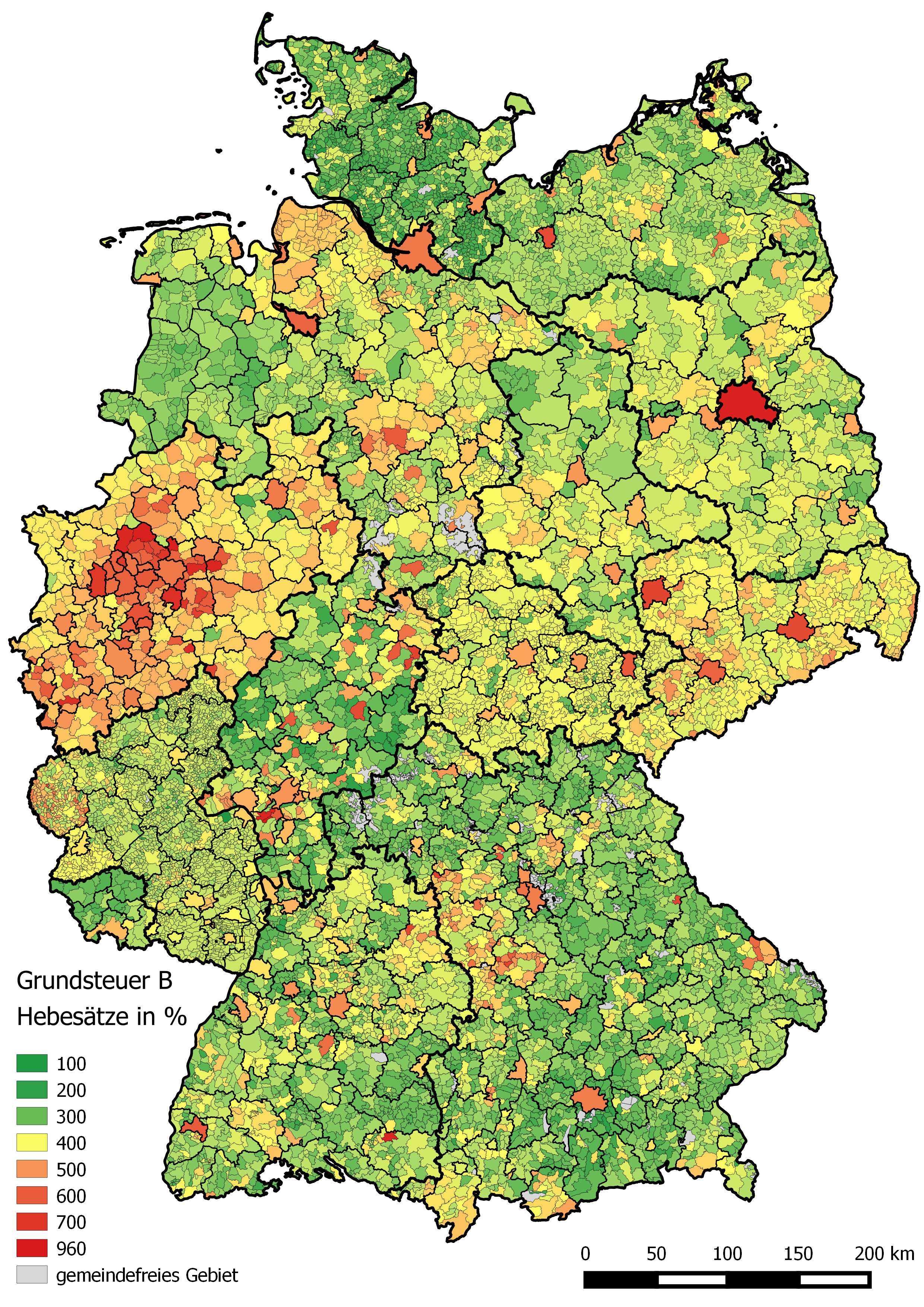
Grundsteuer B (2014)
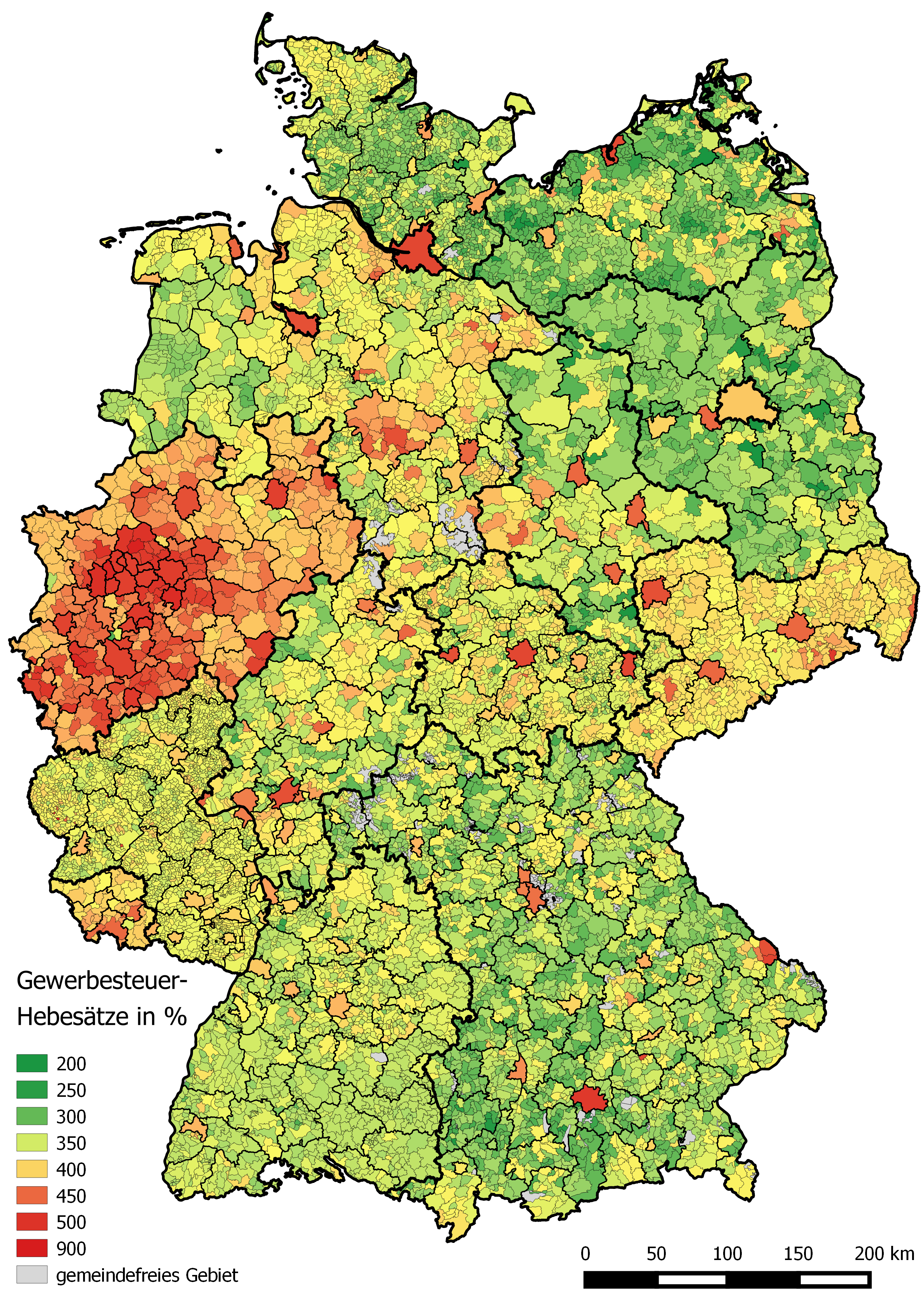
Gewerbesteuer (2014)